# Jampirogo
Jampirogo is een bestuurslaag in het regentschap Mojokerto van de provincie Oost-Java, Indonesië. Jampirogo telt 2948 inwoners (volkstelling 2010).